# Sokrátis Vardákis
Sokrátis Vardákis (en grec Σωκράτης Βαρδάκης), né en 1962 à Amiras en Grèce, est un homme politique grec.

## Biographie
Aux élections législatives grecques de janvier 2015, il est élu député au Parlement grec sur la liste de la SYRIZA dans la circonscription d'Héraklion.